# Сигор
Сиго́р (в Септ. греч. Σεγώρ, Σηγώρ), в других языках известный как Цоар или Цоара (др.-евр. צוער‬, «малый»; лат. Zoara, греч. Ζογορα) — библейский ветхозаветный город Содомского пятиградия, расположенный, согласно большинству толкователей, на юго-восточной оконечности Мёртвого моря в долине Керек на границе с государством Моав.
Город также ранее был известен под названием Бела (ивр. בלע‎) и являлся столицей небольшого государства. Точное местоположение Сигора сегодня определить трудно. Некоторые исследователи полагают, что город находился к северу от Мёртвого моря.
Сигор — единственный город содомского пятиградия, который, согласно ветхозаветной Книге Бытия, по просьбе Лота был пощажён Богом во время уничтожения Содома и Гоморры. В Сигоре впоследствии укрылся Лот со своей семьёй после катастрофы, обрушенной на Содом и Гоморру. Однако позднее Лот и его дочери покинули Сигор и поселились в пещере в близлежащих горах.
Крестоносцы называли город «villa palmarum».